# Mariusz Jędra
Mariusz Jędra (ur. 16 sierpnia 1973 we Wrocławiu) – polski sztangista, medalista mistrzostw świata i mistrzostw Europy, olimpijczyk z Sydney 2000, podoficer (starszy chorąży sztabowy) Wojska Polskiego.
Jako junior wywalczył srebrne medale mistrzostw Europy juniorów w roku 1993 (w kategorii lekkociężkiej).
Srebrny medalista mistrzostw świata w Chiang Mai w roku 1997 w kategorii ciężkiej.
Uczestnik mistrzostw świata w: Stambule (1994) – 12. miejsce (w kategorii 99 kg), Lahti (1998) – nie zaliczył żadnej próby w wadze 105 kg.
Srebrny medalista mistrzostw Europy w La Corunie (1999) w kategorii 105 kg. Uczestnik mistrzostw Europy w: Rijece (1997) – 5. miejsce (w kat. 99 kg).
Na igrzyskach w Sydney startował w kategorii ciężkiej, w której zajął 9. miejsce – doznał wtedy poważnej kontuzji kolana.
Reprezentował wrocławskie kluby: Burzę i Śląsk.
Po zakończeniu czynnej kariery sportowej został żołnierzem zawodowym. Uczestnik misji ONZ w Libanie. Służy w 2. Wojskowym Szpitalu Polowym we Wrocławiu. Członek Regionalnej Rady Olimpijskiej we Wrocławiu. Jego biografia znajduje się w książkach Wojciecha Koerbera pt. Olimpijczycy sprzed lat (2012) oraz Dolnośląscy Olimpijczycy (2014).
Od grudnia 2012 był wiceprezesem Polskiego Związku Podnoszenia Ciężarów do spraw organizacyjnych. 17 grudnia 2016 roku na XXI Zjeździe Sprawozdawczo–Wyborczym PZPC został wybrany na prezesa. Członek Zarządu Europejskiej Federacji Podnoszenia Ciężarów EWF

## Ordery i odznaczenia
- Srebrny Krzyż Zasługi
- Srebrny Medal za Długoletnią Służbę
- Srebrny Medal „Za zasługi dla obronności kraju”
- Brązowy Medal „Za zasługi dla obronności kraju”
- Brązowa Odznaka „Za Zasługi dla Sportu”
- Odznaka Honorowa Złota Zasłużony dla Województwa Dolnośląskiego – 2014[8]
- Medal ONZ za misję UNIFIL
- Złoty medal PKOL
- Medal Merito de Wratislavia - Zasłużony dla Wrocławia